# Ctenogobiops feroculus
 Ctenogobiops feroculus es una especie de peces de la familia de los Gobiidae en el orden de los Perciformes.

## Morfología
Los machos pueden llegar a alcanzar los 8 cm de longitud total.

## Hábitat
Es un pez de clima tropical y asociado a los  arrecifes de coral que vive de 6-20 m de profundidad.

## Distribución geográfica
Se encuentra desde el Mar Rojo hasta Nueva Caledonia, las Islas Ryukyu y la Micronesia (Truk y Guam ). 

## Observaciones
Es inofensivo para los humanos. 